# Shut Up (and Sleep with Me)
Shut Up (and Sleep with Me) is een nummer van de Duitse muzikant Sin With Sebastian uit 1995. Het is de eerste single van hun debuutalbum Golden Boy.
Sin With Sebastian had met "Shut Up (and Sleep with Me)" als eerste single meteen een hit te pakken. Het nummer werd een grote danshit in diverse Europese landen. Zo bereikte het in zowel thuisland Duitsland als in de Nederlandse Top 40 de 4e positie. In de Vlaamse Ultratop 50 werd de 2e positie gehaald.